# Aitor Paredes

Aitor Paredes Casamichana, ou simplesmente Aitor Paredes (Bilbao, 29 de abril de 2000) é um futebolista basco-espanhol que atua como zagueiro. Atualmente joga no Athletic Bilbao.

## Títulos
Athletic Bilbao
- Copa do Rei: 2023–24[1]